# إيموجي
الإيموجي (بالروماجي: Emoji، 絵文字 تُنطق تلفظ ياباني: ‎[emodʑi]‏(أيه‌موجي))هو مصطلح ياباني الأصل ويعني اصطلاحًا الصور الرمزية أو الوجوه الضاحكة المستخدمَة في كتابة الرسائل الإلكترونية اليابانية وصفحات الويب. أصل الكلمة هو نحت من كلمتَي e والتي تعني صورة، و moji التي تعني حرف أو رمز.
دعم رموز الإيموجي يكون من الخط المُستخدم، كما يُمكن استخدام الخط كخط ويب من أجل دعم الرموز سواء أكان خط النظام يدعمها أم لا. بعض الخطوط مُتاحة للعموم تحت رخصة حُرَّة بحيث يُمكن للجميع استخدامها مثل رموز الإيموجي الموجودة بنظام تشغيل أندرويد المُتاحة تحت رخصة أباشي 2، حيث يُمكن لأي شخص استخدامها في موقعه وأجهزته، بينما البعض الآخر لا يحمل رخصة حرة ومحتكر لشركة مُعينة مثل رموز الإيموجي في أجهزة أبل مثل الآيفون وحواسب الماك.

## التاريخ
تم إنشاء الرموز التعبيرية الأولي في 1998 أو 1999 بواسطة شيجتاكا كوريتا، الذي كان جزءًا من الفريق الذي كان يعمل على النظام الأساسي NTT DoCoMo i-mode [الإنجليزية] بإنترنت المحمول. تم إنشاء المجموعة الأولى من الرموز التعبيرية 172 12×12 بكسل كجزء من ميزات إرسال الرسائل لـ i-mode للمساعدة على تسهيل الاتصال الإلكتروني ولتكون بمثابة ميزة ذات طابع مميز عن الخدمات الأخرى.
ومع ذلك، في عام 1997، أدرك نيكولاس لوفراني  التطور في استخدام رموز الشفرة القياسية الأمريكية لتبادل المعلومات خلال التقنية المتنقلة وبدأ في اختبار الوجوه المبتسمة المتحركة, بهدف إنشاء رموزًا ملونة تتوافق مع رموز الشفرة القياسية الأمريكية لتبادل المعلومات المصنوعة من علامات الترقيم العادية، لتعزيزها للحصول على استخدام أكثر تفاعلاً بشكل رقمي. وعلى هذا، أنشأ لوفراني الرموز الرسومية الأولى وقام بتجميع قاموس مصطلحات تعبيرية عبر الإنترنت  المصنف إلى فئات - كلاسيكيات وتعبيرات مزاجية وأعلام واحتفالات والمرح والرياضة والطقس والحيوانات والطعام والأمم والمهن والكواكب ودائرة الأبراج والأطفال وتم تسجيل تلك التصميمات أول مرة عام 1997 في مكتب حقوق الطبع والنشر بالولايات المتحدة ثم نشر هذه الرموز كملفات بتنسيق جي آي إف على الويب في عام 1998، لتصبح الرموز الرسومية الأولى المستخدمة الأولى في التقنية على الإطلاق. في عام 2000 توفر دليل التعبيرات الذي وضعه لوفراني للمستخدمين للتنزيل على الهواتف المحمولة على الإنترنت خلال موقف ويب smileydictionary.com الذي جمع أكثر من 1000 رمزًا رسوميًا مبتسمًا وإصدارات الشفرة القياسية الأمريكية لتبادل المعلومات. تم نشر هذا الدليل نفسه في عام 2002 في كتاب بواسطة مرابوط يسمى Dico Smileys. في عام 2001 شركة سمايلي بدأت ترخيص الحقوق للرموز الرسومية الخاصة بلوفراني ليتم استخدامها لتنزيلات الهواتف المحمولة عن طريق مجموعة متنوعة من شركات الاتصالات المختلفة بما في ذلك Nokia وMotorola وSamsung وSFR (vodaphone) وSky Telemedia.

### الإختلافات بين الأنظمة

تويتر,ديسكورد
أندرويد (قديم)
أندرويد (جديد)

## التأثير على المجتمع
عيّن قاموس أكسفورد الإنجليزي كلمة إيمجوي ككلمة السنة. حيث لاحظ القائمون على قاموس أوكسفور زيادة في استخدام كلمة «إيموجي» خلال عام 2015، وأدركوا تأثير هذه الكلمة على الثقافة الشعبية. كما لاحظ القائمون في تطبيق سوفتكي أن وجه دموع الفرح 😂 (بالإنجليزية: Face with Tears of Joy)‏ هو أكثر إيموجي مستخدم عبر العالم.

## الأصل اللغوي لكلمة إيموجي
كلمة إيمجوي (بالإنجليزية: Emoji)‏ هو لفظ دخيل (بالإنجليزية: loanword)‏ من اللغة اليابانية، وهي مكونة من مقطعين:
- e بمعنى صورة
- moji بمعنى حرف أو رمز

يجب التمييز بين إيموجي وكلمة مشابه في اللغة الإنجليزية وهي كلمة (بالإنجليزية: emoticon)‏، وهي تعابير وجهية مكونة من رموز لوحة المفاتيح، مثل الوجه المبتسم :)، وهذه الكلمة الإنجليزية مكونة من مقطعي
- emotion مشاعر

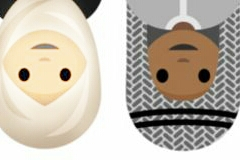
ايموجي عربي

- ايموجي عربيicon أيقونة إذا الفرق الأساس بين الكلمتين أن الأولى فيها صورة الثانية هي عبارة عن رمز